# Arnold Grimme
Arnold Grimme (Bückeburg, 28 novembre 1868 – Kassel, 1º  novembre 1958) è stato un botanico tedesco.

## Biografia
Frequentò la scuola veterinaria di Hannover, e in seguito studiò botanica e zoologia a Berlino. Nel 1902 conseguì il dottorato presso l'Università di Marburgo. Durante la sua carriera, lavorò come veterinario distrettuale a Melsungen (1895-1910), Kiel (1910-1921) e Kassel (1921-1934). Dal 1932 al 1945 fu presidente della Vereins für Naturkunde in Kassel. Il suo erbario si trova ora presso la Naturkundemuseum Ottoneum a Kassel.

## Opere principali
- Die Flora des Kreises Melsungen : ein Beitrag zur Kenntnis der Pflanzenvereine des niederhessischen Berglandes, 1909.
- Die Torf- und Laubmoose des Hessischen Berglandes, 1936.
- Flora von Nordhessen, 1958.[4]